# بلوتسرکوفکا (سرزمین آلتای)
بلوتسرکوفکا (به لاتین: Belotserkovka) یک منطقهٔ مسکونی در روسیه است که در سرزمین آلتای واقع شده‌است.